# Speso
Speso (von französisch espèce ‚Geldsorte‘) war das Projekt einer Währungseinheit, die von Esperanto-Kreisen als Rechnungseinheit verwendet wurde.

## Geschichte
Die Währung wurde 1907 von René de Saussure zur Vereinfachung der Kommunikation in der (multinationalen) Esperanto-Gemeinschaft konzipiert und wurde bis zum Ersten Weltkrieg in kleinem Umfang durch britische und schweizerische Banken genutzt. Ein entsprechendes Konzept war 1945 bis 1993 der Stelo.

## Einheiten
Die Währung war auf dem Dezimalsystem aufgebaut, wobei normalerweise nicht der Speso, sondern der Spesmilo (1000 Speso, Kürzel: Sm) als Ausgangswert genommen wird:
1 Spesmilo = 10 Spescentoj = 100 Spesdekoj = 1000 Spesoj

## Wert
1 Spesmilo hatte den Gegenwert von 0,733 Gramm Gold, ½ Dollar, 2,50 Franken oder einem Rubel.

Spesmilo

## Spesmilo-Zeichen
Das Spesmilo-Zeichen, ein Monogramm aus einem großen S und einem kleinen M, wurde vorwiegend als Signet benutzt. Im Fließtext wird der Spesmilo einfach mit „Sm“ abgekürzt. Es ist im Unicode-Standard als Währungszeichen enthalten.

## Ĉekbanko Esperantista
Herbert Hoveler (1859–1918), ein deutscher Bankier und Esperantist, der nach London ausgewandert war, war der wichtigste Förderer der Idee des Spesos. Zur Durchsetzung der Währung gründete er 1907 die Ĉekbanko Esperantista. Die Bank gab Schecks auf Speso heraus, die mit dem Wahlspruch Unu mondo, unu lingvo, unu mono (eine Welt, eine Sprache, eine Währung") bedruckt waren. Insgesamt wurden 730 Bankkunden in 43 Ländern gezählt. Mit dem Tod Hovelers 1918 endete auch die Währung.